# Rolling Thunder (film 1977)
Rolling Thunder è un film del 1977 diretto da John Flynn, con William Devane e Tommy Lee Jones.
La pellicola è stata messa in commercio in Italia nel formato VHS dalla Stardust alla fine degli anni ottanta, e successivamente in DVD dalla Quadrifoglio nel 2019. In Europa era inedita nel mercato DVD sino all'uscita dell'edizione spagnola.
È uno dei film a cui Quentin Tarantino dedica un capitolo specifico nel suo libro Cinema Speculation; inoltre si tratta dei suoi film preferiti, secondo quanto da lui stesso dichiarato.

## Trama
Il maggiore della US Air Force Charles Rane ritorna a casa a San Antonio (Texas), insieme al sergente maggiore dello US Army Johnny Vohden, dopo sette anni trascorsi come prigioniero di guerra durante il conflitto nel Vietnam. All'aeroporto della sua città natia lo aspetta all'arrivo un comitato d'onore, ma poco dopo scopre che sua moglie Janet in questi anni ha trovato un altro uomo, lo sceriffo locale.
La comunità, come segno di ringraziamento e riconoscenza, gli regala una cassetta con 2.555 dollari in monete d'argento: una per ogni giorno passato lontano da casa, più uno per propiziare la fortuna. Alcuni avidi criminali lo aspettano a casa, decisi a sottrargli la piccola somma. Iniziano a torturarlo, ma non ottengono alcuna informazione sul luogo dove è nascosto il malloppo. Appena ritornano a casa la moglie e il figlio Mark, si ripetono le torture, e quest'ultimo confessa dov'è custodito il denaro. I criminali nonostante ciò decidono comunque di sparare ed uccidere tutti i membri della famiglia; la moglie ed il figlio muoiono mentre il maggiore rimane gravemente ferito, perdendo la mano destra.
L'ufficiale dopo essere stato dimesso dall'ospedale, si metterà alla ricerca dei criminali e troverà aiuto in una bella barista e nel sergente Vohden che lo assisterà nel duello finale con i manigoldi.

## Collegamenti ad altre pellicole
- Kill Bill è una sorta di Rolling Thunder al femminile: alla protagonista di Kill Bill vengono uccisi il marito e la figlia da una banda di criminali, così come in Rolling Thunder il protagonista vuole vendicarsi dei malviventi che gli hanno ammazzato moglie e figlio.